# Condado de Yilan (Taiwán)
El condado de Yilan (chino tradicional: 宜蘭縣; hanyu pinyin: Yílán Xiàn; tongyong pinyin: Yílán Siàn; Wade-Giles: I-lan Hsien; POJ: Gî-lân-koān) es un condado situado al nordeste de Taiwán. Es oficialmente administrado como condado de Taiwán.
Yilan está deletreado como Ilan o I-lan también. El nombre Yilan se deriva de la tribu aborigen Kavalan que vivía aquí.
Yilan es la cuna de la ópera taiwanesa.

## Historia
Yilan fue parte del Imperio español (1626-1642). Después de la expulsión de los españoles obligados a abandonar esta región al norte de la isla y ser ocupada por los holandeses hasta 1669. 

## Administración
El Condado de Yilan controla una ciudad-nivel municipal (縣轄市), tres municipios urbanos (鎮) y ocho municipios rurales (鄉).

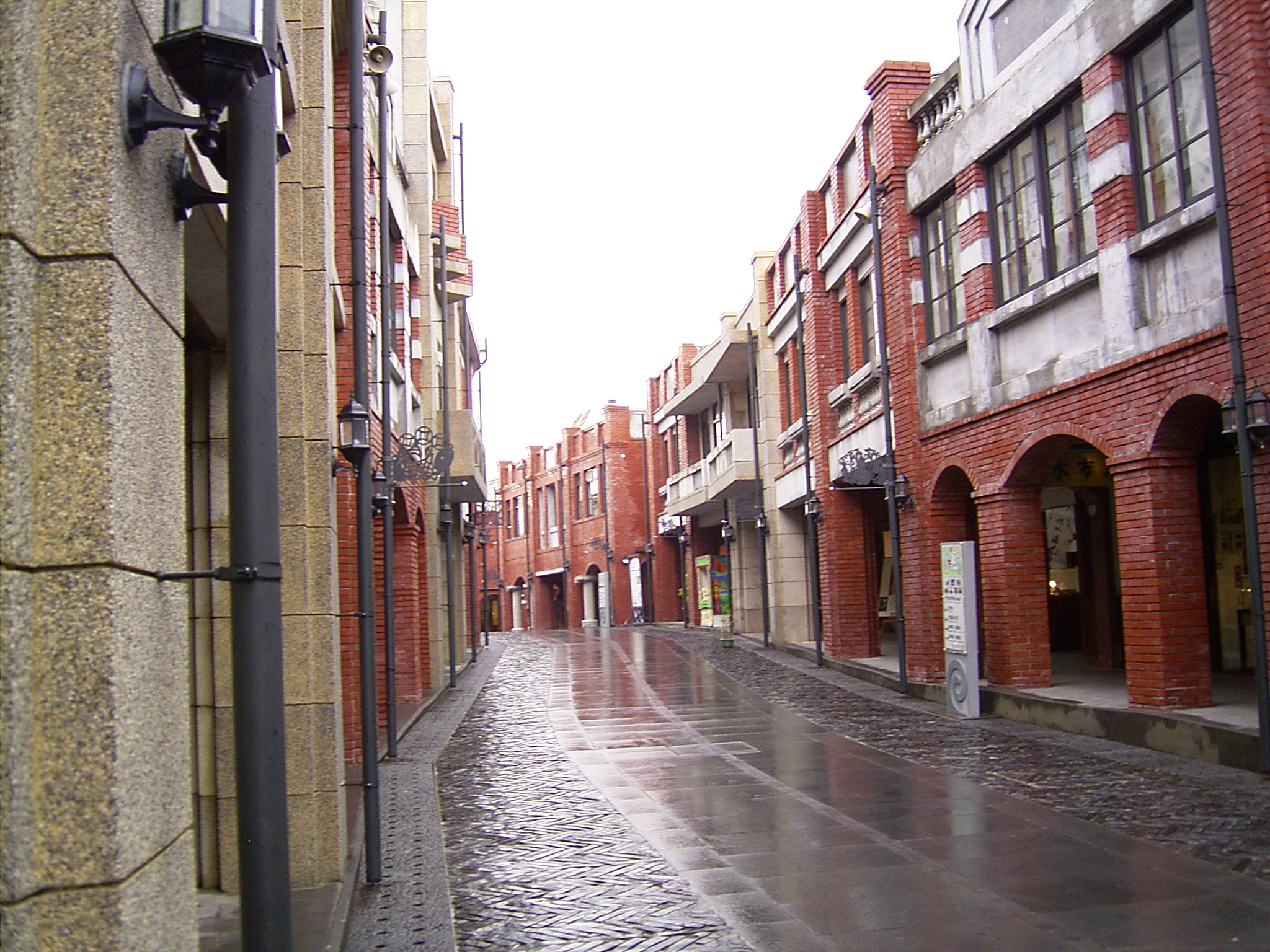
Centro Nacional de Arte Tradicional.

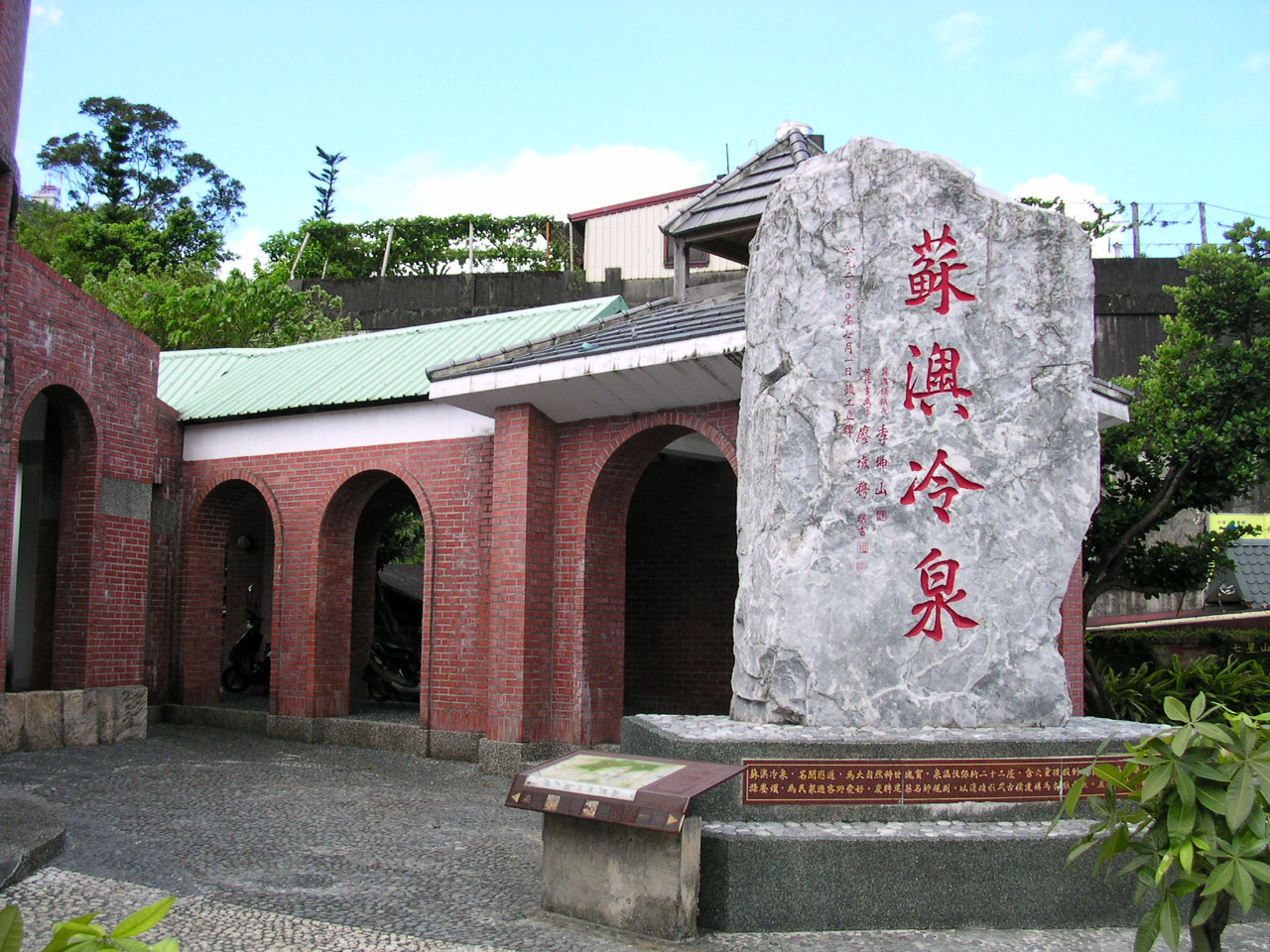
Naciente Frío de Su-ao.

| Nombre          | Hanzi  | Wade-Giles | Pinyin    | Taiwanés (POJ)  | Hakka Pha̍k-fa-sṳ |
| --------------- | ------ | ---------- | --------- | --------------- | ---------------- |
| Ciudad de Yilan | 宜蘭市 | Ilan       | Yílán     | Gî-lân          | Ngì-làn-sṳ       |
| Luodong         | 羅東鎮 | Lotung     | Luódōng   | Lô-tong         | Lò-tûng-tsṳ́n     |
| Su-ao           | 蘇澳鎮 | Su-ao      | Sū'ào     | So·-Ò           | Sû-o-tsṳ́n        |
| Toucheng        | 頭城鎮 | Toucheng   | Tóuchéng  | Thâu-siâⁿ       | Thèu-sàng-tsṳ́n   |
| Datong          | 大同鄉 | Tatung     | Dàtóng    | Tāi-tông        | Thai-thùng-hiông |
| Dongshan        | 冬山鄉 | Tungshan   | Dōngshān  | Tang-soaⁿ       | Tûng-sân-hiông   |
| Jiaoxi          | 礁溪鄉 | Chiaohsi   | Jiāoxī    | Ta-khe          | Tsiâu-hâi-hiông  |
| Nan'ao          | 南澳鄉 | Nan-ao     | Nán'ào    | Lâm-ò           | Nàm-o-hiông      |
| Sanxing         | 三星鄉 | Sanhsing   | Sānxīng   | Saⁿ-chheⁿ/chhiⁿ | Sâm-sên-hiông    |
| Wujie           | 五結鄉 | Wuchieh    | Wǔjiē     | Gō·-kiat        | ńg-kiet-hiông    |
| Yuanshan        | 員山鄉 | Yuanshan   | Yuánshān  | Îⁿ-soaⁿ         | Yèn-sân-hiông    |
| Zhuangwei       | 壯圍鄉 | Chuangwei  | Zhuàngwéi | Chòng-ûi        | Tsong-vì-hiông   |

## Actividades
- Festival Internacional de Folclore y Juegos Folclóricos de Niños de Yilan (宜蘭國際童玩藝術節)
- Parque Acuático de Río Dongshan (冬山河親水公園)
- Regata Invitacional Colegiada Internacional de Yilan (宜蘭國際名校划船邀請賽)

## Atracciones
- Isla de Guishan (龜山島), una isla situada en el océano Pacífico a 10 km al este de Toucheng.
- Avistamiento de cetáceos
- Zona de Belleza Paisajística Nacional de Costa del Nordeste (東北角海岸國家風景區)
- Aguas Termales de Jiaoxi (礁溪溫泉)
- Zona de Belleza Paisajística de Wufongci (五峰旗風景區)
- Montaña Taiping (太平山)
- Mercado Nocturno de Luodong (羅東夜市)
- Centro Nacional de Artes Tradicionales (國立傳統藝術中心)
- Naciente Frío de Su-ao (蘇澳冷泉)

## Comidas Locales

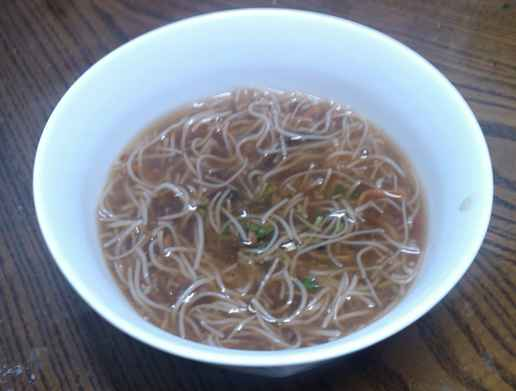
La sopa pegajosa de vermicelli de arroz de Luodong.

Yilan es muy famoso por las diversas deliciosas comidas locales:
- Fruta confitada: Yilan es famoso por las frutas confitadas, especialmente de los quinotos cultivados mucho aquí.
- Pastel de lengua (牛舌餅): Un famoso pastel local que tiene forma de lengua de vaca.
- Pato seco (鴨賞)
- Hígado salado de cerdo (膽肝)
- Yōkan de Su-ao
- Jalea de almendra (杏仁凍) y jalea de longan (福肉凍)
- Rollito de helado con cacahuete (花生捲冰淇淋): El rollito de primavera con un poco cilantro y los polvos de carameros de cacahuetes por dentro.
- Caldo frito (糕渣)
- Bu Rou (卜肉): Los cerdos fritos que el término chino significa (que es transliterado de taiwanés realmente) y también se sirven las verduras fritas.
- Sopa pegajosa de vermicelli de arroz (米粉羹)
- Rista de tofus fritos (一串心): La rista de tofus fritos con cerdo y salchicha.
- Camarones fritos salados (鹽酥蝦)
- Pan de cebolleta (蔥油餅)

## Educación
- Universidad Nacional de Yilan
- Universidad Fo Guang
- Universidad de Tamkang (Campus de Lanyang)
- Instituto de Tecnología de Lan Yang
- Colegio de Enfermería y Administración de Medicine de Santa María
- Colegio de Asistencia sanitaria y Administración de Cardenal Tien  (Campus de Yilan)

## Símbolos
- Flor del Condado: Cymbidium
- Árbol del Condado: Koelreuteria bipinnata